# Gornji Lajkovac
Gornji Lajkovac es un pueblo ubicado en el municipio de Mionica, distrito de Kolubara, Serbia.

## Superficie
Cuenta con una superficie de 24,27 kilómetros cuadrados.

## Demografía
Hasta 2022 la población era de 257 habitantes, con una densidad de población de 10,59 habitantes por kilómetro cuadrado.
| 1044                                                            | 1076 | 940 | 818 | 722 | 554 | 446 | 367 | 257 |
| (Fuente: Population statistics of Eastern Europe & former USSR) |      |     |     |     |     |     |     |     |